# Martim Marques
Martim Marques, né le 11 février 2004 à Vila Nova de Gaia au Portugal, est un footballeur portugais qui évolue au poste d'arrière gauche au FC Lugano.

## Biographie

### En club
Né à Vila Nova de Gaia au Portugal, Martim Marques est formé par le Sporting CP, où il arrive en 2011 et y fait toute sa formation de footballeur. Il signe son premier contrat professionnel avec le Sporting à l'âge de 16 ans, le 4 août 2020,.
Lors de l'été 2023, Martim Marques rejoint la Suisse afin de s'engager en faveur du FC Lugano, sans avoir fait la moindre apparition avec l'équipe première du Sporting. Le transfert est officialisé le 13 juin 2023 et il signe un contrat de quatre ans, soit jusqu'en juin 2027,. Le club et le joueur avaient déjà un accord depuis le mois de mars 2023.
Marques se fait remarquer dès son premier match pour le FC Lugano en marquant un but, le 19 août 2023, à l'occasion d'une rencontre de coupe de Suisse face au FC Gunzwil. Il est titularisé et contribue à la victoire de son équipe, qui s'impose par sept buts à zéro,.

### En sélection
Martim Marques est sélectionné avec l'équipe du Portugal des moins de 19 ans, pour participer au championnat d'Europe des moins de 19 ans en 2023. Le Portugal se hisse jusqu'en finale après avoir battu la Norvège,.
Il représente ensuite les moins de 20 ans de 2023 à 2024, jouant sept matchs et marquant un but au total.

## Palmarès
Portugal -19 ans
- Championnat d'Europe
  - Finaliste en 2023